# Domaine provincial
Un domaine provincial (en néerlandais : provinciedomein) est un type de base de loisirs en Belgique. Il est géré au niveau de la province.

## Liste des domaines provinciaux
| Nom du domaine provincial                      | En néerlandais                             | Province               | Commune                      | Superficie | Ouverture | Illustration |
| ---------------------------------------------- | ------------------------------------------ | ---------------------- | ---------------------------- | ---------- | --------- | ------------ |
| Domaine provincial de Palingbeek               | Provinciedomein Palingbeek                 | Flandre-Occidentale    | Ypres (section de Zillebeke) | 230 ha     | 1970      |              |
| Domaine provincial Bergelen (nl)               | Provinciaal Domein Bergelen                | Flandre-Occidentale    | Gullegem                     | ha         |           |              |
| Domaine provincial Sterrebos (nl)              | Provinciaal Domein Sterrebos               | Flandre-Occidentale    | Roulers                      | ha         |           |              |
| Domaine provincial de Wallemote-Wolvenhof (nl) | Provinciedomein Wallemote-Wolvenhof        | Flandre-Occidentale    | Izegem                       | 24 ha      | 2001      |              |
| Domaine provincial de Raversyde                | Provinciedomein Raversijde                 | Flandre-Occidentale    | Ostende                      | 50 ha      | 1988      |              |
| Domaine provincial de Bokrijk                  | Provinciaal Domein Bokrijk                 | Limbourg               | Genck                        | 550 ha     |           |              |
| Domaine provincial d'Hélécine                  |                                            | Brabant wallon         | Hélécine                     | 28 ha      |           |              |
| De Schorre                                     | De Schorre                                 | Anvers                 | Boom                         | 75 ha      |           |              |
| Domaine provincial du Rivierenhof              | Rivierenhof                                | Anvers                 | Anvers                       | 132 ha     |           |              |
| Domaine récréatif provincial de Zilvermeer     | Provinciaal Recreatiedomein het Zilvermeer | Anvers                 | Mol                          | ha         |           |              |
| Domaine provincial de Chevetogne               |                                            | Namur                  | Ciney                        | 550 ha     | 1969      |              |
| Domaine provincial du Bois des Rêves           |                                            | Brabant wallon         | Ottignies-Louvain-la-Neuve   | 67 ha      | 1971      |              |
| Domaine provincial de Huizingen                | Provinciedomein Huizingen                  | Brabant flamand        | Beersel                      | ha         |           |              |
| Domaine provincial de Hofstade                 | Provinciedomein Hofstade ou                | Brabant flamand        | Zemst                        | 160 ha     | 1920      |              |
| Domaine provincial de Kessel-Lo                | Provinciedomein Kessel-Lo                  | Brabant flamand        | Kessel-Lo                    | 10 ha      | 1970      |              |
| Domaine de Wégimont                            |                                            | Province de Liège      | Soumagne                     |            | 1938      |              |
| Domaine provincial de Mirwart                  | Provinciedomein Mirwart                    | Province de Luxembourg | Saint-Hubert                 | 1350 ha    | 1951      |              |
| Domaine provincial du Fourneau Saint-Michel    | Provinciedomein Fourneau St-Michel         | Province de Luxembourg | Saint-Hubert                 | 40 ha      | 1966      |              |
| Domaine de Claire-Fontaine                     |                                            | Province de Hainaut    | Godarville                   |            |           |              |